# Jekyll (miniserie televisiva 1969)
Jekyll è una miniserie televisiva italiana in quattro puntate del 1969, scritta, diretta e interpretata da Giorgio Albertazzi. La sceneggiatura è liberamente tratta da Lo strano caso del dottor Jekyll e del signor Hyde di Robert Louis Stevenson.

## Trama
I puntata:
L’avvocato John Utterson (Massimo Girotti) viene a sapere che una ragazza è stata aggredita e picchiata da Edward Hyde, beneficiario testamentario del dr. Henry Jekyll (Giorgio Albertazzi), medico-biologo di cui Utterson è amico da molti anni, e per conto del quale ha redatto egli stesso il testamento.
Il fatto che allarma Utterson è che, per evitare la denuncia, Hyde abbia offerto al padre della ragazza un cospicuo assegno, firmato da Jekyll. Per cercare di far luce sui rapporti tra i due, fa visita al prof. Lanyon (Claudio Gora), medico affermato e antico maestro di Jekyll, da cui quest’ultimo si è ormai allontanato. Lanyon afferma di non conoscere Hyde, ma ribadisce che da tempo Jekyll si è chiuso in sé stesso per dedicarsi quasi morbosamente alla ricerca pura, in particolare al tema dell’ereditarietà genetica e delle possibilità di modificazione indotta del DNA umano.
Quella stessa sera Utterson si reca a casa di Jekyll, che non c’è, ma vi incontra per caso Hyde, personaggio dall’aspetto inquietante e spiritato, dai movimenti quasi animaleschi e dal temperamento schivo ma pericolosamente aggressivo. Dai domestici Utterson apprende che Hyde è stato imposto loro da Jekyll come “collaboratore scientifico” e ha libero accesso alla casa, possedendone le chiavi e andando e venendo a proprio piacimento dal laboratorio al primo piano.
Il giorno successivo Utterson si reca all’università, dove Jekyll tiene una lezione sulle modifiche del DNA, e riesce a manifestare a quest’ultimo tutta la propria preoccupazione in merito a Hyde. L’amico però lo rassicura dicendo “mi posso liberare di lui in ogni momento”.
II puntata:
Qualche giorno dopo, Utterson procede al riconoscimento legale della salma dell’ammiraglio Carew, suo cliente aggredito a morte, per strada, da “un uomo piccolo, che si muoveva a scatti e che poi si è accanito brutalmente sul cadavere” – secondo la testimone oculare Miss Enfield (Nicoletta Rizzi). Utterson ritiene che si tratti di Hyde. Così, con l’ispettore Newcombe incaricato delle indagini, si reca presso quella che Hyde gli aveva indicato come la propria abitazione: un barcone presso i dock. Hyde non c’è e l’abitazione è in un disordine indescrivibile, con segni di violenza su pareti e suppellettili. L’ispettore trova un libretto di assegni della Bank of America e il bastone da passeggio che l’ammiraglio aveva al momento dell’aggressione e che indica il coinvolgimento di Hyde nell’omicidio.
Il fatto diviene di dominio pubblico, e Jekyll è costretto a promettere a Utterson di non vedere mai più Hyde. Gli mostra anzi una lettera appena ricevuta da quest’ultimo, che lo ringrazia per la fiducia sinora accordatagli e gli dice addio per sempre. Durante il colloquio, Utterson viene anche a sapere dall’amico che Hyde era al corrente del testamento a proprio favore, e ne deduce che questi avrebbe un evidente interesse a uccidere anche Jekyll.
Tuttavia, Utterson viene a sapere dalla segretaria di Jekyll che la lettera di Hyde non può essere stata recapitata a mano quel giorno, perché tutta la posta è stata consegnata col normale servizio pubblico. Insospettito, chiede una perizia grafologica, il cui responso è che la scrittura di Hyde è solo una puerile contraffazione di quella di Jekyll. Utterson si persuade quindi che l’amico abbia prodotto il falso per proteggere Hyde.
Passato del tempo, Jekyll sembra aver recuperato la socialità progressivamente perduta negli ultimi anni di intensa ricerca, tanto da trovarsi a giocare a golf con Lanyon, in presenza anche di Utterson e dei suoi studenti e collaboratori universitari. Ma proprio in questa circostanza viene aggredito da una strana crisi, che rivela il suo segreto: improvvisamente comincia a trasformarsi fisicamente in Hyde. È quindi costretto a fuggire precipitosamente, e con la voce di Hyde telefona al circolo del golf e chiede a Lanyon di recarsi al laboratorio di casa sua, forzare un armadio-cassaforte, procurargli una scatola con delle fiale (che a tutti gli effetti sono un antidoto alla trasformazione in atto) e un diario, e portare tutto a casa propria, dove un incaricato di Jekyll verrà quella notte a prelevare gli oggetti.
All’ora convenuta, a casa di Lanyon si presenta Hyde, in preda a una profonda crisi psico-fisica. Ottenuta la scatola, davanti a Lanyon si inietta l’antidoto e si trasforma in Jekyll.
III puntata:
Il giorno seguente, un ancora sconvolto Lanyon si mostra evasivo con Utterson, rifiutandosi di confessare quanto ha scoperto la notte precedente.
Nel frattempo, nel proprio laboratorio Jekyll deve affrontare l’evento imprevisto della mutazione spontanea cui è stato soggetto al campo di golf, che dimostra una progressiva assuefazione all’antidoto: per poter tornare in sé, ha dovuto consumare di fronte a Lanyon tutte le fiale rimaste. A rendere la situazione ancora più drammatica è che l’antidoto non è più sintetizzabile in base alle formule trascritte nel suo diario scientifico, perché la sua efficacia dipendeva da un errore di miscelazione o dalla presenza di qualche impurità ignota, eventi ovviamente non replicabili.
Utterson quel giorno stesso gli fa visita, e solo dopo molte insistenze Jekyll lo fa entrare nel laboratorio, perché la trasformazione sta di nuovo avendo atto. Mentre cerca di resistere con tutte le forze alla trasformazione, si confessa con Utterson, gli consegna il diario con le scoperte e gli esperimenti condotti negli ultimi due anni e gli affida una lettera in cui modifica il testamento.
Jekyll rivela all’amico che all’origine dei suoi esperimenti dapprima c’era solo il desiderio di donare alla scienza il potere di usare più estesamente il potenziale del cervello, ma poi è subentrata anche la volontà di esplorare “i luoghi oscuri” della mente e della psiche. Ed è quest’ultimo aspetto che ha finito per prendere il sopravvento, attraverso la “dominanza” della personalità e delle pulsioni di Hyde sulle proprie. Secondo Jekyll, Hyde concretizza la tendenza di una parte dell’essere umano alla dissacrazione dello spirito.
IV puntata:
Dal racconto di Jekyll risulta che la personalità di Hyde si è deteriorata con il tempo: all’inizio era “quasi normale” - benché molto riservato e di poche parole – tanto da avere persino una storia sentimentale con una studentessa. Poi, improvvisamente, proprio con costei è esploso il suo lato primitivo e sadico, attraverso il quale la manipola psicologicamente spingendola al suicidio.
Jekyll prosegue con la confessione dei misfatti e omicidi di Hyde, ormai incontrollabile dalla sua personalità originale, sempre più debole e marginale. Al termine dell’incontro, Utterson lascia l’amico in preda alle ultime fasi della trasformazione irreversibile in Hyde, ma mentre sta scendendo le scale si ode un colpo di pistola, segno che Jekyll ha posto fine alla propria vita.

## Distribuzione
La miniserie fu trasmessa dalla Rai dal 16 febbraio al 9 marzo 1969. Viene successivamente distribuita in DVD da Fabbri Editori e da EleU Multimedia, su licenza Rai Trade.

## Colonna sonora
Per la colonna sonora, composta da Gino Marinuzzi, Giorgio Albertazzi interpretò il brano Questa cosa che chiamiamo mondo, sigla della quarta e ultima puntata dello sceneggiato, su testo scritto da lui stesso. Il brano venne pubblicato su 7" nel 1969 da Carosello con numero di catalogo CI 20222.

## Riconoscimenti
- Prix Italia 1969, sezione "drammatica televisiva".[1]

## Citazioni
- Lo sceneggiato fu parodiato da Gigi Proietti nella seconda puntata del varietà televisivo Sabato sera dalle nove alle dieci, andata in onda il 2 febbraio 1974, con la complicità dell'attrice jugoslava Beba Loncar, allora celebre per la coeva partecipazione allo sceneggiato Ho incontrato un'ombra, diretto da Daniele D'Anza.[2]